# Pararete farrreopsis
Pararete farrreopsis är en svampdjursart. Pararete farrreopsis ingår i släktet Pararete och familjen Euretidae. Utöver nominatformen finns också underarten P. f. subglobosum.